# ويليام ليرد الرابع
ويليام ليرد الرابع هو سياسي أمريكي، ولد في 3 يونيو 1952 في مونتغمري في الولايات المتحدة. نشط حزبياً في الحزب الديمقراطي. وقد انتخب عضو مجلس ولاية فيرجينيا الغربية ‏.